# ジャック・デラコート
ジャック・デラコート（Jacques Delacôte、1942年8月16日 - ）はフランスの指揮者。

## 略歴
パリ音楽院で学んだ後、ウィーン国立音楽大学においてハンス・スワロフスキーに師事し、1971年にはニューヨークのディミトリ・ミトロプーロス国際指揮コンクールで第1位金賞を獲得する。その後はクリーヴランド管弦楽団、サンフランシスコ交響楽団、ロンドン交響楽団、パリ管弦楽団等、各国のオーケストラに客演。特にオペラの指揮者として知られ、ウィーン国立歌劇場、バイエルン州立歌劇場、英国ロイヤル・オペラ・ハウス、パリ・オペラ座等、ヨーロッパの主な歌劇場で活躍する。2007年11月から12月まで東京の新国立劇場で歌劇「カルメン」を指揮した。